# Movimento Juvenil Libanês
O Movimento Juvenil Libanês (MJL; em árabe : حركة الشباب اللبنانية, Harakat al-Shabab al-Lubnaniyya), também conhecido como Grupo Maroun Khoury (GMK), foi uma milícia cristã de extrema-direita que lutou na fase de 1975-1977 da Guerra Civil Libanesa .
O Movimento Juvenil Libanês foi fundado no início dos anos 1970 como uma associação de estudantes universitários maronitas de direita, que se opunham fortemente ao Acordo do Cairo de 1969 e à presença de facções guerrilheiras da Organização para a Libertação da Palestina (OLP) no Líbano, por Bashir Maroun el-Khoury (nome de guerra "Bash Maroun"), filho do ex-chefe do distrito de Dekwaneh de Beirute Oriental, Naim el-Khoury .

## Crenças políticas
Sendo violentamente anti-comunista e anti-palestino, a ideologia do grupo resultou das teorias extremistas fenicianistas defendidas pelos Guardiões dos Cedros.

## Movimento Juvenil Libanês na guerra civil de 1975-77
A organização juntou-se à Frente Libanesa em janeiro de 1976 e levantou sua própria milícia com treinamento, fundos e armas fornecidos pelo Partido Kataeb e por Israel. Consistia em cerca de 500-1.000 combatentes, apoiados por uma pequena força mecanizada composta de carros blindados Panhard AML-90 do ex-exército libanês e caminhões de armas ou ' técnicos '. Este último consistia na Land-Rover série II-III encomendada, Santana Série III (versão espanhola da Land-Rover série III), Toyota Land Cruiser (J40), Dodge W200 Power Wagon, Dodge D série (3ª geração), GMC Sierra personalizado K25 / K30 e captadores de luz Chevrolet C-10 Cheyenne equipados com metralhadoras pesadas, canhões sem recuo e anti-aéreos autocannons . Comandados pessoalmente por Bash Maroun, eles geralmente operavam nos distritos de Ras-el-Dekwaneh, Ain El Remmaneh e Mansouriye, tripulando as seções locais da Linha Verde, mas também lutavam em outras áreas (nomeadamente na Batalha dos Hotéis ), ganhando uma reputação de combatentes ferozes.

## Controvérsia
No entanto, eles também eram conhecidos por sua brutalidade. Em janeiro-agosto de 1976, uma força de 100 milicianos MJL/GMK participou dos cercos e subsequentes massacres dos campos de refugiados palestinos situados na cidade costeira de Dbayeh no distrito de Matn, e em Karantina, Al-Maslakh e Tel al- Zaatar em Beirute Oriental. Na última batalha, o LYM / MKG intensificou o bloqueio do campo de refugiados ao lançar em 22 de junho um ataque militar em grande escala ao lado dos falangistas que durou 35 dias,   e a crueldade demonstrada por membros do MJL 'neste ataque e em outras atrocidades, valeram-lhes o apelido nada lisonjeiro de "Os Fantasmas dos Cemitérios" (em árabe : أشباح المقابر |' Ashbah al-Maqabir ) - os homens de Bash Maroun eram normalmente vistos usando colares feitos de partes do corpo humano cortadas de seus vítimas.

## Dissolução
O LYM / MKG foi posteriormente absorvido pela estrutura das Forças Libanesas em 1977, deixando de existir como uma organização independente. Sob o comando de LF, eles mais tarde desempenharam um papel fundamental no despejo do Exército Sírio de Beirute Oriental, controlado pelos cristãos, em fevereiro de 1978, durante a Guerra dos Cem Dias .